# Stadtarchiv Solothurn

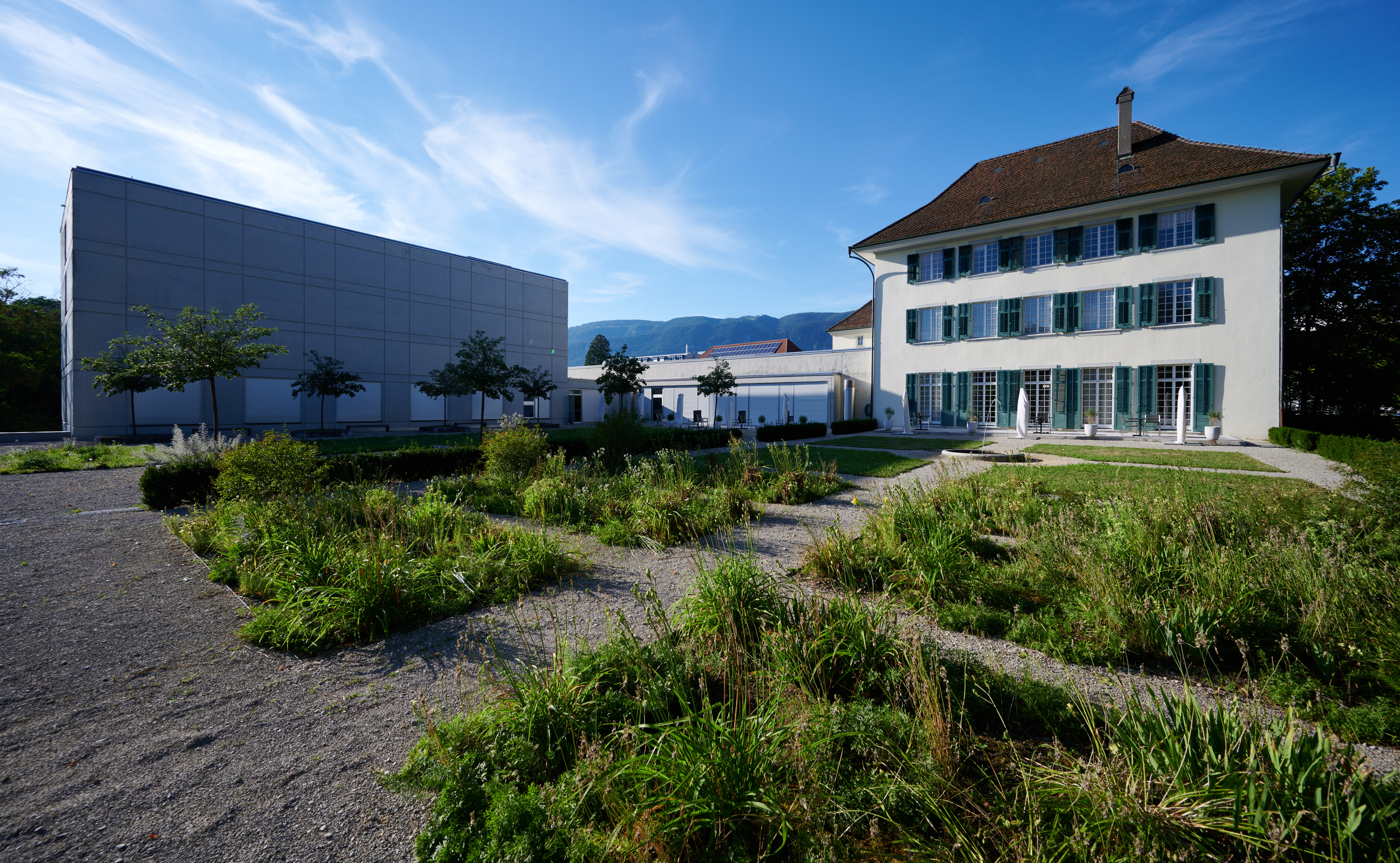
Zentralbibliothek und Stadtarchiv (2020)

Das Stadtarchiv Solothurn ist das Stadtarchiv der Stadt Solothurn im Schweizer Kanton Solothurn.
Der Zeitraum umfasst ca. 1830 bis heute; die älteren Unterlagen des Stadtstaates Solothurn sind im Staatsarchiv des Kantons Solothurn archiviert. Das Stadtarchiv ist Mitglied des Vereins Schweizerischer Archivarinnen und Archivare, und es ist in der Informationssammlung zu Schweizerischen Gedächtnisinstitutionen, ISplus, verzeichnet.

## Bestand
Das Stadtarchiv besteht hauptsächlich aus einem Altbestand von städtischem Verwaltungsschriftgut, der seit 1969 in der Zentralbibliothek Solothurn als Depositum eingelagert war. 2011 erfolgte die schrittweise Überführung des Altbestandes in die ehemalige Sanitätshilfsstelle Hermesbühl, die zum Archivmagazin umgenutzt wurde. Weiter sind im Archiv diverse seit 2011 ans Stadtarchiv gelangte Ablieferungen von städtischen Verwaltungsabteilungen wie auch kleinere Vereins- und Stiftungsbestände enthalten. Gesamthaft umfasst das Stadtarchiv Solothurn rund 231 Laufmeter Akten, darunter auch zahlreiche Fotografien, 1700 Pläne und rund 15 GB Daten.

## Erschliessung, Bewahrung und Vermittlung
Die Erschliessung ist Aufgabe eines externen Archivdienstleisters. Seit 2016 ist das Archivverzeichnis, in dem auch digitale Objekte aufgeschaltet sind, online zugänglich. Aufbewahrt werden die Archivalien in unmittelbarer Nähe der Zentralbibliothek Solothurn und des Staatsarchivs auf dem Hermesbühl. Die Zentralbibliothek ist, in Umdeutung eines Vertrages von 1969, im Auftrag der Stadt Solothurn für die Benutzung zuständig.